# Bravo 52

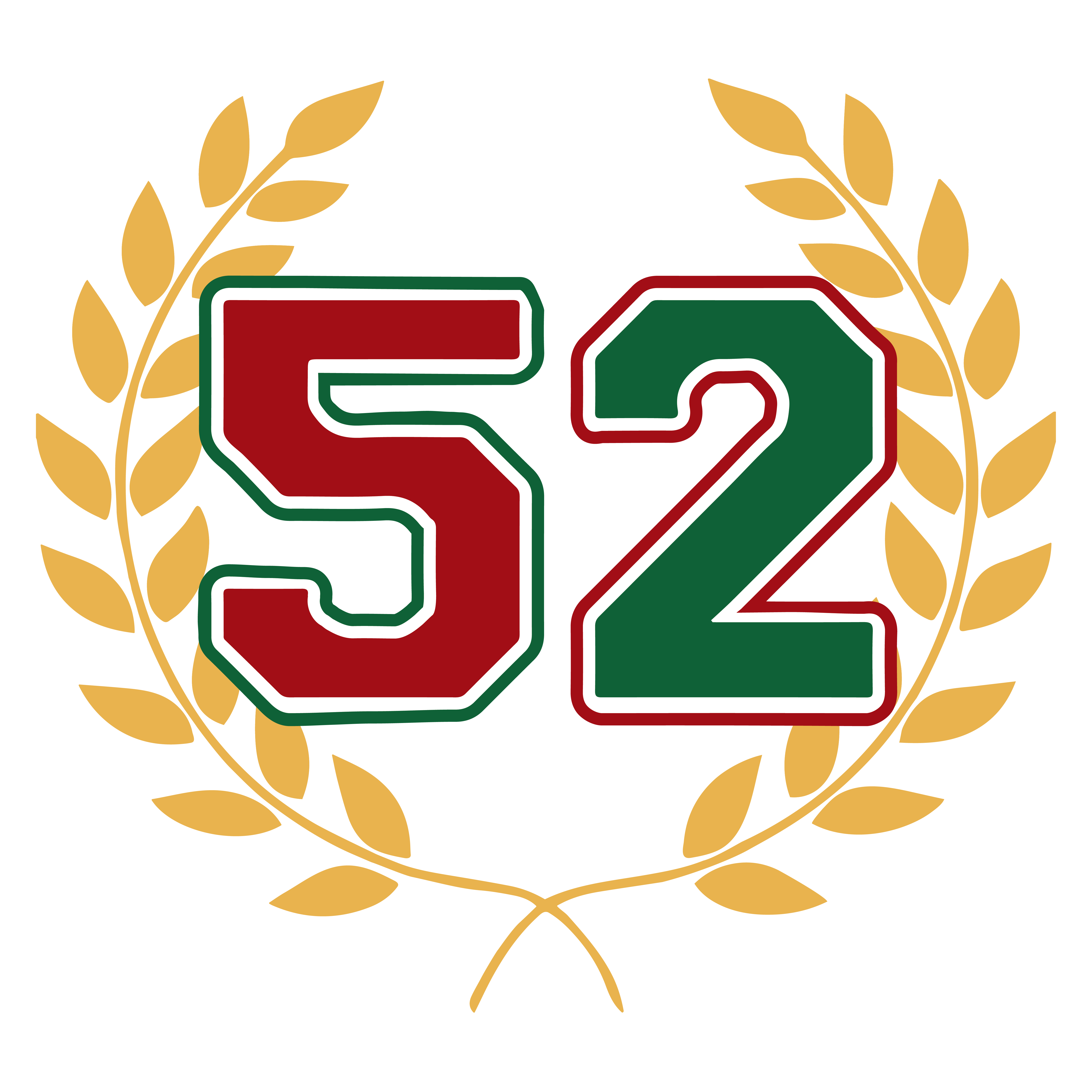
Logo Bravo 52

A Bravo 52 é uma barra brava do Fluminense Football Club, seu nome completo é o Bravo ano de 1952 em referência a Copa Rio de 1952, onde o Fluminense foi campeão frente a campeões nacionais europeus e sul-americanos, como na época ainda não existia o Mundial de Clubes, para os tricolores esse torneio é o equivalente da época. A Bravo 52 foi fundada em 2009 com o objetivo de cantar os 90 minutos de jogo, sendo inspirada pelas barras da Argentina e do Uruguai.
A principal característica da Bravo 52 é o apoio ao time a qualquer momento da partida, não importando o resultado, está presente na torcida em todos os jogos, com as tradicionais bandeirinhas, as barras, os guarda-chuvas, os trapos e a banda, fazendo jus ao apelido de  "Banda Descontrolada". Além disso, a torcida tem em sua filosofia a paz nos estádios, mantendo a relação com as torcidas de clubes rivais sempre pacíficas, outro ponto é a de se manter fora da política do clube, sendo seu único objetivo aumentar a festa dentro dos estádios.

## História

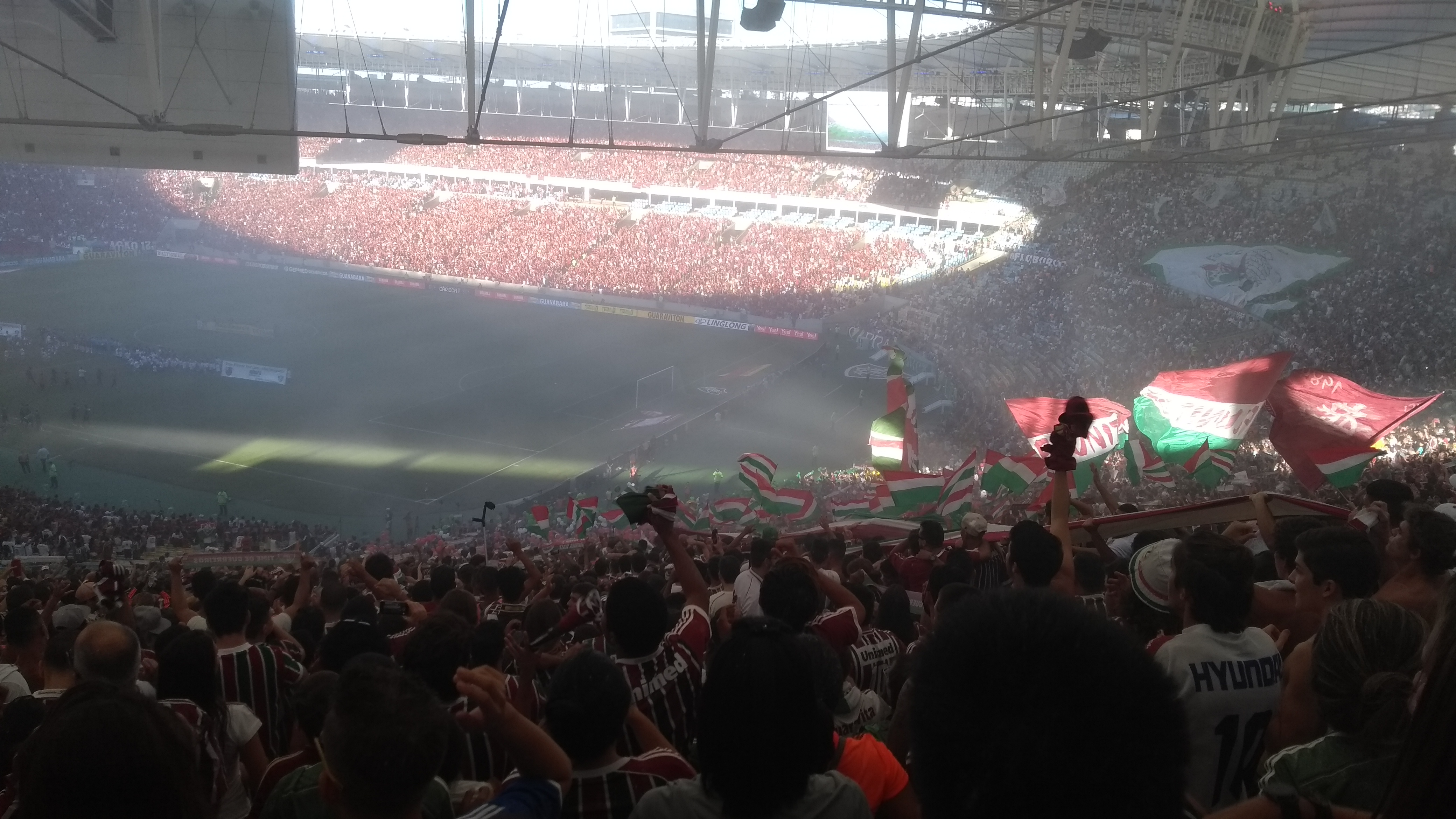
Torcida do Fluminense, Setor Sul do Maracanã - Final do Campeonato Carioca de 2017.

A Bravo 52 surgiu após uma dissidência de alguns membros do extinto Movimento Popular Legião Tricolor, no qual, via-se a necessidade de criar uma torcida com características semelhantes as das tradicionais barras sul-americanas.
Fundada em 6 de Agosto de 2009 por Fred, Menor, Penna, Beto, Linho e Fábio, essa torcida tricolor conta com grande prestígio e consolida-se cada vez mais como grande potência na arquibancada tricolor, desenvolvendo sua maneira de torcer e ideologia, seu nome faz alusão ao maior titulo internacional da história do clube, a Copa Rio de 1952, chamada também na época de Campeonato Mundial de Clubes em alguns jornais da época, como o jornal Última Hora, o jornal Diário de Minas de Belo Horizonte e o Jornal dos Sports.
A torcida desde sua criação passou por diversos momentos e mudanças. Do período de 2009 até a metade de 2010, a barra se encontrava nas arquibancadas verdes do antigo Maracanã. Com o fechamento do mesmo para as obras da copa, o Fluminense migrou seus jogos para o Engenhão, e lá, mais especificamente no setor sul, no período da metade 2010 até meados de 2013, a Bravo ficou. Neste período, mais precisamente no começo, a barra encontrou diversas dificuldades para poder continuar apoiando o Fluminense. Poucos membros, setor vazio e pouca arrecadação para compra de instrumentos, e materiais, dificuldades que quase acabaram com a barra-brava. 
Porém, o Fluminense passava por uma ótima fase, tendo sido Campeão Brasileiro em 2010, e 3º colocado no mesmo, em 2011. Com a boa fase do time, a torcida começou a ir mais aos jogos, e o setor sul começou a ter maiores públicos. Com isso, no início de 2012, a barra começou a crescer bastante, novos membros chegaram, mais instrumentos e outros materiais. Neste ano vieram os títulos de Campeão Carioca e novamente Campeão Brasileiro.
Em 2013, com os jogos da Libertadores e a volta do Maracanã, a barra que ficava num setor do Engenhão separada das outras demais torcidas do clube, agora ficava no mesmo setor que as demais torcidas. Com um maior público a sua volta, mais pessoas puderam conhecer a torcida e sua ideologia e a partir daquele momento, a mesma dava um enorme salto em crescimento na arquibancada tricolor. No mesmo ano, apesar de diversos membros já terem ido a outros estádios fora do Rio de Janeiro e do Brasil, aconteceu a primeira caravana da torcida para fora do estado. Foi fretado uma van, e cerca de 15 membros foram a Campinas, no estádio Moisés Lucarelli, ver o Fluminense jogar.
Em 2016 na final da Primeira Liga, organizou a maior caravana da história da torcida ao fechar doze ônibus (onze saindo do Rio de Janeiro e um do Espírito Santo) até o Estádio Radialista Mario Helênio (Helenão) em Juiz de Fora para a final da Primeira Liga.
Possui um grupo de lideranças, no qual, não há divisão hierárquica oficial, sendo assim na prática, não possui um presidente ou líder.
A Bravo 52 possui como características o apoio incondicional, a exaltação ao Fluminense em primeiro lugar, ao tradicional visual com bandeirinhas, tirantes e trapos, lembrando sempre que estádio é lugar de paz e que os adversários são rivais, não inimigos. A não participação na política do clube é outra bandeira levantada pelos componentes, assim como a importância de ser contra a elitização do futebol, apoiando principalmente o retorno de grandes festas como a pirotecnia.
A criação de músicas é outra tradição da torcida, que criou grandes melodias, dentre elas "Desde que eu nasci" e "Minha raiz" atualmente sucesso nas arquibancadas do Fluminense.

### Amizades
Conhecida por ser uma torcida pacífica, a Bravo 52 não possui alianças, contudo, amizades que foram feitas durante os caminhos traçados, gerando um elo de respeito com movimentos de ideologias parecidas.
Foi assim com as torcidas abaixo:
- Bravo 18 – Fortaleza

- Barra da Chape – Chapecoense

- Os Farrapos – São José

- Portão 5 - América-RN
- Bravos Regatianos - CRB

### Amizades Internacionais
- La Banda del Camion - Rampla Juniors Fútbol Club

- La Pandilla - Vélez Sarsfield

### Divisões
A torcida não possui divisão por bairros no Rio de Janeiro, contudo, devido ao constante crescimento, tornou-se necessária a criação de alguns grupos fora do Estado, eis que surgiu a Bravo ES e posteriormente a Bravo DF, Bravo Sul, Bravo SP, Bravo AL, Bravo PI, Bravo MG e Bravo CE vieram logo após e hoje, representam e principalmente mantém a ideologia da torcida nos seus respectivos estados.
Em 2016, foi criado o grupo feminino da Bravo 52, mais conhecido como Bravas da 52, no qual se viu a importância de demonstrar apoio e representatividade as mulheres que fazem parte da torcida, apoiando o espaço de que "Lugar de mulher é onde ela quiser", mas precisamente para as Bravas da 52, "Lugar de mulher é na arquibancada".
- Bravas da 52
- Bravo 52 - CE
- Bravo 52 - DF
- Bravo 52 - ES
- Bravo 52 - MG
- Bravo 52 - AL
- Bravo 52 - PI
- Bravo 52 - SP
- Bravo 52 - SUL